# روژه فریزون-روشه
روژه فریزون-روشه (به فرانسوی: Roger Frison-Roche) نویسنده قرن بیستم میلادی اهل فرانسه است.